# Tadżykistan na Mistrzostwach Świata w Lekkoatletyce 2017
Tadżykistan na Mistrzostwach Świata w Lekkoatletyce 2017 – reprezentacja Tadżykistanu podczas mistrzostw świata w Londynie liczyła 2 zawodników, którzy nie zdobyli żadnego medalu.

## Skład reprezentacji
Mężczyźni
| Zawodnik        | Konkurencja | Kwalifikacje | Kwalifikacje | Finał | Finał   |
| Zawodnik        | Konkurencja | Wynik        | Pozycja      | Wynik | Pozycja |
| --------------- | ----------- | ------------ | ------------ | ----- | ------- |
| Dilszod Nazarow | rzut młotem | 75,54        | 6. Q         | 77,22 | 7.      |

Kobiety
| Zawodniczka        | Konkurencja                | Eliminacje | Eliminacje | Półfinał | Półfinał | Finał    | Finał   |
| Zawodniczka        | Konkurencja                | Rezultat   | Pozycja    | Rezultat | Pozycja  | Rezultat | Pozycja |
| ------------------ | -------------------------- | ---------- | ---------- | -------- | -------- | -------- | ------- |
| Kristina Pronżenko | Bieg na 400 m przez płotki | 1:03,44    | 39.        | NQ       | NQ       | NQ       | NQ      |